# Stenus picipennis
Stenus picipennis – gatunek chrząszcza z rodziny kusakowatych i podrodziny myśliczków (Steninae).
Gatunek ten został opisany w 1840 roku przez Wilhelma Ferdinanda Erichsona.
Chrząszcz o biało owłosionym, smukłym ciele długości od 3 do 3,5 mm. Czułki ma w całości czerwonożółte. Przedplecze jest co najwyżej trochę dłuższe niż szersze, pozbawione jest podłużnej bruzdy środkowej. Odnóża są ubarwione jasnobrunatnie z zaczernionymi nasadami goleni i wierzchołkami ud. Krótkie i szerokie tylne stopy są co najwyżej trochę dłuższe od połowy goleni. Czwarty człon stóp jest wycięty sercowato, a trzeci słabo i zatokowato.
Owad palearktyczny, rozprzestrzeniony od zachodniej Afryki Północnej (Maroko, Algieria i Tunezja) przez zachodnią po środkową Europę. W Polsce notowany na nielicznych stanowiskach w zachodniej części kraju. Zasiedla pobrzeża płytkich wód stojących o podłożu szlamowatym, porośnięte roślinnością błotną.